# Toni Šunjić
Toni Šunjić (Mostar, 15 december 1988) is een Bosnisch-Kroatisch voetballer die bij voorkeur als verdediger speelt. Hij verruilde in augustus 2015 FK Koeban Krasnodar voor VfB Stuttgart. In januari 2017 werd hij voor een halfjaar verhuurd aan het Italiaanse US Palermo.

## Interlandcarrière
Šunjić maakte zijn internationale debuut voor Bosnië en Herzegovina in een vriendschappelijke wedstrijd tegen Wales in Llanelli op 15 augustus 2012. Šunjić kwam ook in aanmerking voor het Kroatisch voetbalelftal, vanwege zijn Kroatische etniciteit. Šunjić maakte deel uit van de ploeg die zich op dinsdag 15 oktober 2013 plaatste voor het WK voetbal 2014 in Brazilië. Bosnië en Herzegovina won die dag in het afsluitende WK-kwalificatiewedstrijd met 1-0 van gastland Litouwen in Kaunas, waardoor de selectie van bondscoach Safet Sušić zich voor het eerst in de geschiedenis kwalificeerde voor een WK-eindronde. De enige treffer in die wedstrijd kwam in de 68ste minuut op naam van aanvaller Vedad Ibišević van VfB Stuttgart. Šunjić zat bij die wedstrijd als reservespeler op de bank en kwam niet in actie.

## Statistieken
| Seizoen                               | Club                 | Land                  | Competitie    | Wed. | Goals |
| ------------------------------------- | -------------------- | --------------------- | ------------- | ---- | ----- |
| 2007/08                               | HŠK Zrinjski Mostar  | Bosnië en Herzegovina | Premijer Liga | 7    | 0     |
| 2008/09                               | HŠK Zrinjski Mostar  | Bosnië en Herzegovina | Premijer Liga | 22   | 1     |
| 2009/10                               | HŠK Zrinjski Mostar  | Bosnië en Herzegovina | Premijer Liga | 28   | 0     |
| 2010/11                               | HŠK Zrinjski Mostar  | Bosnië en Herzegovina | Premijer Liga | 5    | 0     |
| 2010/11                               | → KV Kortrijk (huur) | België                | Eerste Klasse | 15   | 0     |
| 2011/12                               | HŠK Zrinjski Mostar  | Bosnië en Herzegovina | Premijer Liga | 12   | 0     |
| 2011/12                               | Zorja Loehansk       | Oekraïne              | Vysjtsja Liha | 10   | 0     |
| 2012/13                               | Zorja Loehansk       | Oekraïne              | Vysjtsja Liha | 28   | 0     |
| 2013/14                               | Zorja Loehansk       | Oekraïne              | Vysjtsja Liha | 25   | 0     |
| 2014/15                               | FK Koeban Krasnodar  | Rusland               | Premjer-Liga  | 22   | 1     |
| 2015/16                               | FK Koeban Krasnodar  | Rusland               | Premjer-Liga  | 6    | 0     |
| 2015/16                               | VfB Stuttgart        | Duitsland             | Bundesliga    | 19   | 1     |
| 2016/2017                             | VfB Stuttgart        | Duitsland             | 2. Bundelsiga | 10   | 2     |
| 2016/2017                             | → US Palermo (huur)  | Italië                | Serie A       | 7    | 0     |
| 2017/18                               | Dinamo Moskou        | Rusland               | Premjer-Liga  | 27   | 3     |
| Totaal                                | Totaal               | Totaal                | Totaal        | 243  | 8     |
| Laatst bijgewerkt op 27 januari 2017. |                      |                       |               |      |       |

1 Sjoenin ·
2 Varela ·
3 Plijev ·
4 Parsjivljoek ·
5 Balbuena ·
7 Skopintsev ·
8 Moro ·
9 N'Jie ·
10 Igboun ·
15 Sazonov ·
18 Ordets ·
19 Lesovoj ·
20 Groeljov ·
24 Jevgenjev ·
25 Makarov ·
31 Lesjtsjoek ·
45 Sangaré ·
47 Zacharjan ·
50 Koetitsky ·
53 Szymański ·
70 Tjoekavin ·
74 Fomin ·
93 Laxalt ·
Coach: Schwarz 
· Assistent-coach: Voronin
1 Begović ·
2 Vršajević ·
3 Bičakčić ·
4 Spahić  ·
5 Kolašinac ·
6 Vranješ ·
7 Bešić ·
8 Pjanić ·
9 Ibišević ·
10 Misimović ·
11 Džeko ·
12 Fejzić ·
13 Mujdža ·
14 Hajrović ·
15 Šunjić ·
16 Lulić ·
17 Ibričić ·
18 Međunjanin ·
19 Višća ·
20 Hadžić ·
21 T. Sušić ·
22 Avdukić ·
23 Salihović ·
Coach: S. Sušić